# Bief de l'Œuf
Pour les articles homonymes, voir Bief (homonymie).
Le Bief de l'Œuf est l'émissaire naturel du lac de Chalain dans le Jura, au nord-ouest du lac dans la vallée de l'Ain ou Combe d'Ain.

## Géographie
La longueur de son cours d'eau est de 2,6 km.
Renforcé par le Bief de la Côte (2,5 km) venu de la petite reculée de Marigny, il rejoint l'Ain moins de 2 km plus loin avec une pente de 30 mètres.

## Histoire
Aujourd'hui son cours naturel existe encore mais ne sert plus que de déversoir au canal souterrain qui alimente une usine hydroélectrique toujours en fonctionnement, et son lit est le plus souvent à sec, l'usine régulant son pompage des eaux du lac de Chalain.
Le creusement du tunnel entre 1903 et 1906 pour aménager une conduite forcée pour les turbines hydroélectriques entraîna une baisse du niveau du lac et conduisit à la découverte en 1904 de vestiges préhistoriques du Néolithique, une cité lacustre datant de 3000 ans avant Jesus Christ.
Un bâtiment de prise d'eau a été construit ainsi que l'usine hydroélectrique proprement dite avec une première turbine installée en 1912 (elle a fonctionné jusqu'en 1964), complétée par un deuxième groupe générateur placé en 1921, toujours en production au début du XXIe siècle
.